# Renkött

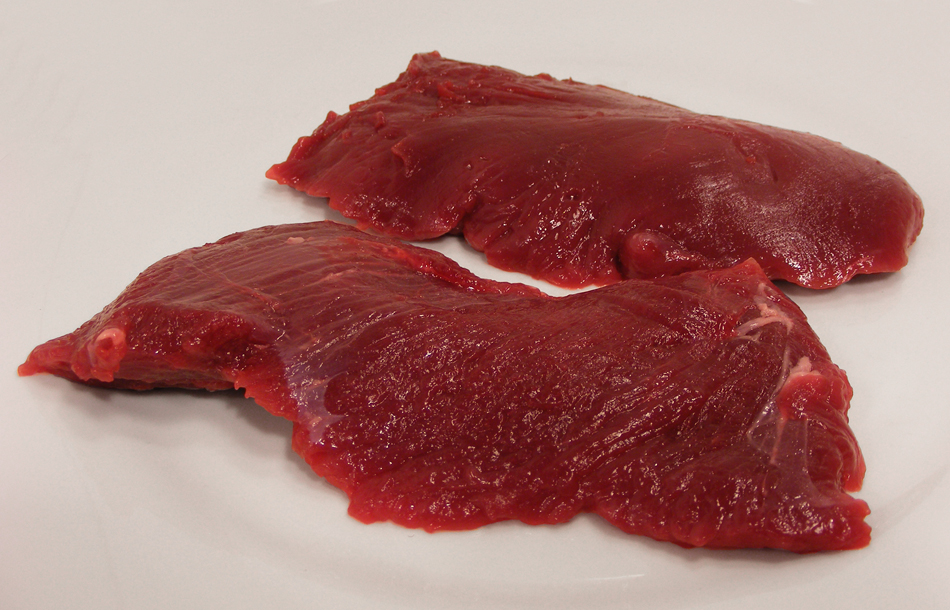
Renstekar

Renkött är köttet från renar. Renkött är magert och har en mild vildsmak. Köttet tillagas på många olika sätt, förutom via kokning och stekning även via saltning och rökning. Från slutet av 1990-talet och framåt har renkött ökat i popularitet i bland annat Sverige och Finland och i Sverige steg priset på ostyckat kött med 50 procent under perioden 2003-2008.
Ett traditionellt sätt att tillaga ren i Skandinavien är renskav, som består av tunna skivor renkött, ofta från rensteken eller från låren, som används för bland annat grytor. Uppskattade styckningsdelar på renen är bland annat steken, som oftast helsteks i ugn, och renfilé. Även suovas, torkat och rökt renkött är efterfrågat.